# Планк (лунный кратер)
Кратер Планк (лат. Planck) — огромный древний ударный кратер в южном полушарии обратной стороны Луны. Название присвоено в честь немецкого физика-теоретика, основоположника квантовой физики Макса Планка (1858—1947) и утверждено Международным астрономическим союзом в 1970 г. Образование кратера относится к донектарскому периоду.

## Описание кратера
Кратер Планк располагается на западном краю бассейна Южный полюс — Эйткен. Ближайшими соседями кратера являются кратер Фехнер, перекрывающий западную оконечность кратера; кратер Пикельнер на северо-западе; кратер Хаген на севере; кратер Цераский на севере-северо-востоке; кратер Пуанкаре на востоке; кратер Кейо на востоке-юго-востоке; кратер Гротриан на юге-юго-западе и кратер Ван Вейк на юго-западе. Юго-восточную часть чаши кратера Планк перекрывает кратер Прандтль. По касательной вдоль западной части вала кратера Планк пролегает долина Планка. Селенографические координаты центра кратера — 57°23′ ю. ш. 135°05′ в. д. / 57,39° ю. ш. 135,09° в. д., диаметр — 321 км, глубина — около 2,8 км.
Планк относится к бассейнам с кольцевым хребтом внутри (англ. peak-ring basin). Этот хребет сохранился лишь фрагментарно; его диаметр вдвое меньше диаметра кратера (160 км). Подобно другим крупным кратерам, Планк создаёт небольшую гравитационную аномалию (аномалия Бугера положительна в центре кратера и отрицательна по краям; разница составляет 167±52 мГал).
За длительное время своего существования кратер Планк значительно разрушен, вал превратился в кольцо отдельных пиков и хребтов и трудно различим на фоне окружающей местности. Дно чаши кратера пересеченное, отдельные области в северо-восточной и северо-западной части чаши затоплены и выровнены темной базальтовой лавой. В северной части чаши расположена группа сателлитных кратеров — Планк A, B, Z, Y, W. Сателлитный кратер Планк Y затоплен лавой, над поверхностью выступает лишь узкая вершина вала, чаша сателлитного кратера Планк Z также затоплена лавой и имеет борозды. Чаша сателлитного кратера Планк B занята почти концентричным кратером меньшего размера и обильно покрыта сетью борозд. Южная часть чаши кратера имеет отдельные ровные области.

## Сателлитные кратеры
| Планк | Координаты                                              | Диаметр, км |
| ----- | ------------------------------------------------------- | ----------- |
| A     | 54°11′ ю. ш. 137°24′ в. д. / 54,18° ю. ш. 137,4° в. д.  | 18,6        |
| B     | 55°22′ ю. ш. 137°11′ в. д. / 55,37° ю. ш. 137,18° в. д. | 44,9        |
| C     | 52°58′ ю. ш. 141°16′ в. д. / 52,96° ю. ш. 141,26° в. д. | 43,7        |
| J     | 62°27′ ю. ш. 145°05′ в. д. / 62,45° ю. ш. 145,09° в. д. | 25,2        |
| K     | 64°31′ ю. ш. 146°05′ в. д. / 64,52° ю. ш. 146,09° в. д. | 26,1        |
| L     | 66°27′ ю. ш. 141°40′ в. д. / 66,45° ю. ш. 141,66° в. д. | 23,4        |
| W     | 55°26′ ю. ш. 131°17′ в. д. / 55,44° ю. ш. 131,28° в. д. | 17,4        |
| X     | 53°56′ ю. ш. 129°19′ в. д. / 53,94° ю. ш. 129,31° в. д. | 22,3        |
| Y     | 54°41′ ю. ш. 132°10′ в. д. / 54,68° ю. ш. 132,17° в. д. | 40,8        |
| Z     | 55°49′ ю. ш. 135°06′ в. д. / 55,81° ю. ш. 135,1° в. д.  | 66,8        |

- Образование сателлитного кратера Планк B относится к нектарскому периоду[2].
- Образование сателлитного кратера Планк Z относится к донектарскому периоду[2].